# 羽前山辺駅
羽前山辺駅（うぜんやまべえき）は、山形県東村山郡山辺町大字山辺にある、東日本旅客鉄道（JR東日本）左沢線の駅である。住民からは「のべ駅」と呼ばれたりして長年愛され、親しまれている。なお、町名は「やまのべ」だが、駅名は「やまべ」と読む。

## 歴史
- 1921年（大正10年）7月20日：開業[2]。
- 1940年（昭和15年）11月：駅舎を改築。
- 1979年（昭和54年）11月1日：貨物の取り扱いを廃止[2]。
- 1982年（昭和57年）3月8日：業務委託駅となる[4]。
- 1984年（昭和59年）2月1日：荷物の扱いを廃止[2]。
- 1986年（昭和61年）11月1日：業務委託駅から駅員無配置駅となり[5]、簡易委託駅となる[新聞 1]。
- 1987年（昭和62年）4月1日：国鉄分割民営化により、JR東日本の駅となる[2]。
- 2019年（平成31年）4月1日：乗車券委託販売（簡易委託）の受託を解除し、終日無人化[3]。
- 2023年（令和5年）9月下旬：駅舎建て替え工事に着手[報道 1]。旧駅舎が解体される。
- 2024年（令和6年）
  - 3月16日：ICカード「Suica」の利用が可能となる[報道 2][6]。
  - 3月23日：新駅舎の使用を開始[報道 1][報道 3]。
  - 10月1日：えきねっとQチケのサービスを開始[1][報道 4]。

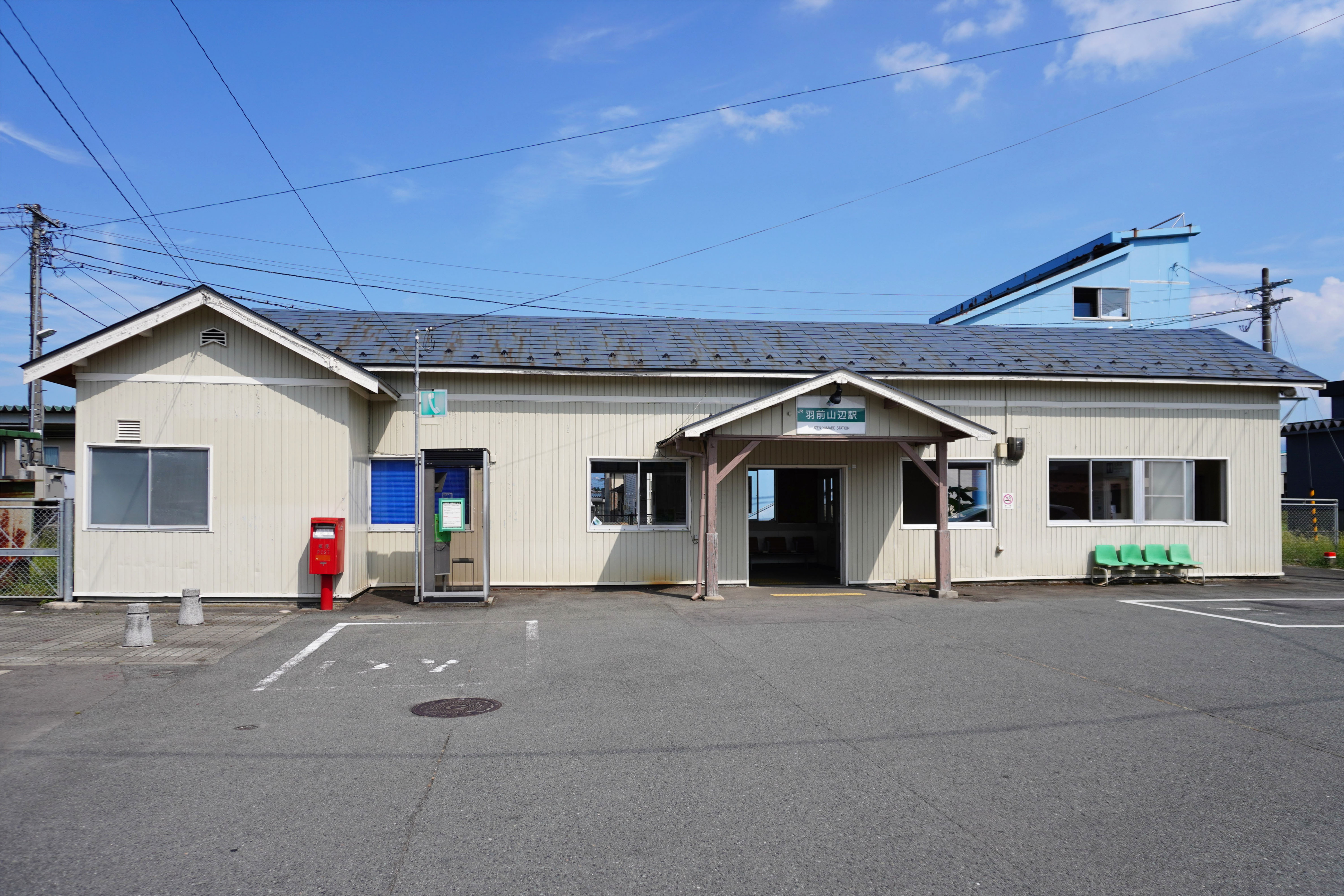
旧駅舎（2023年9月）
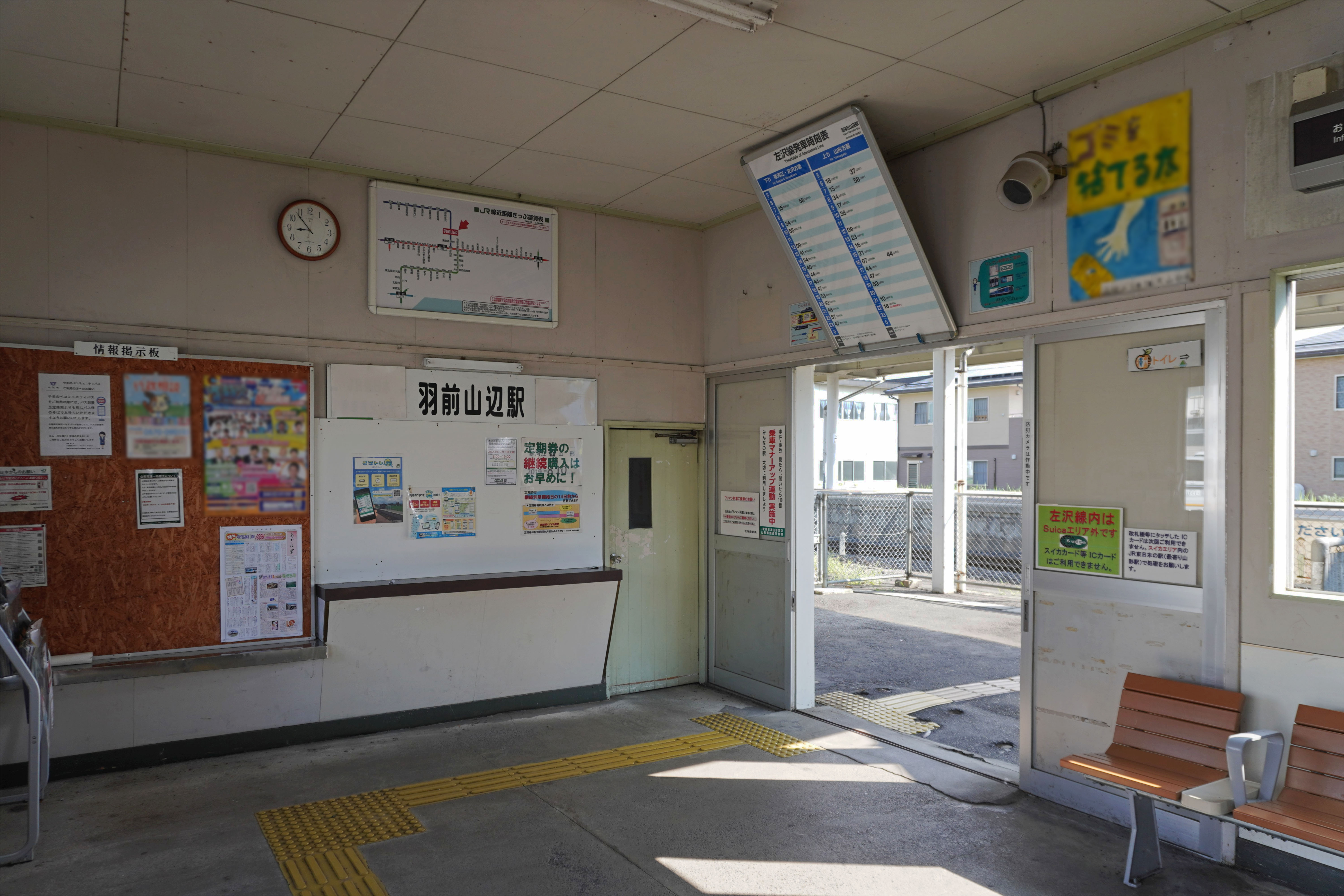
旧駅舎改札口（2023年9月）

## 駅構造
島式ホーム1面2線を有する地上駅で、駅舎とホームは跨線橋で連絡している。
寒河江駅管理の無人駅で、簡易Suica改札機が設置されている。2019年（平成31年）3月31日までは簡易委託駅であった。

### のりば
| ホーム | 路線    | 方向 | 行先     |
| ------ | ------- | ---- | -------- |
| 駅舎側 | ■左沢線 | 下り | 左沢方面 |
| 反対側 | ■左沢線 | 上り | 山形方面 |

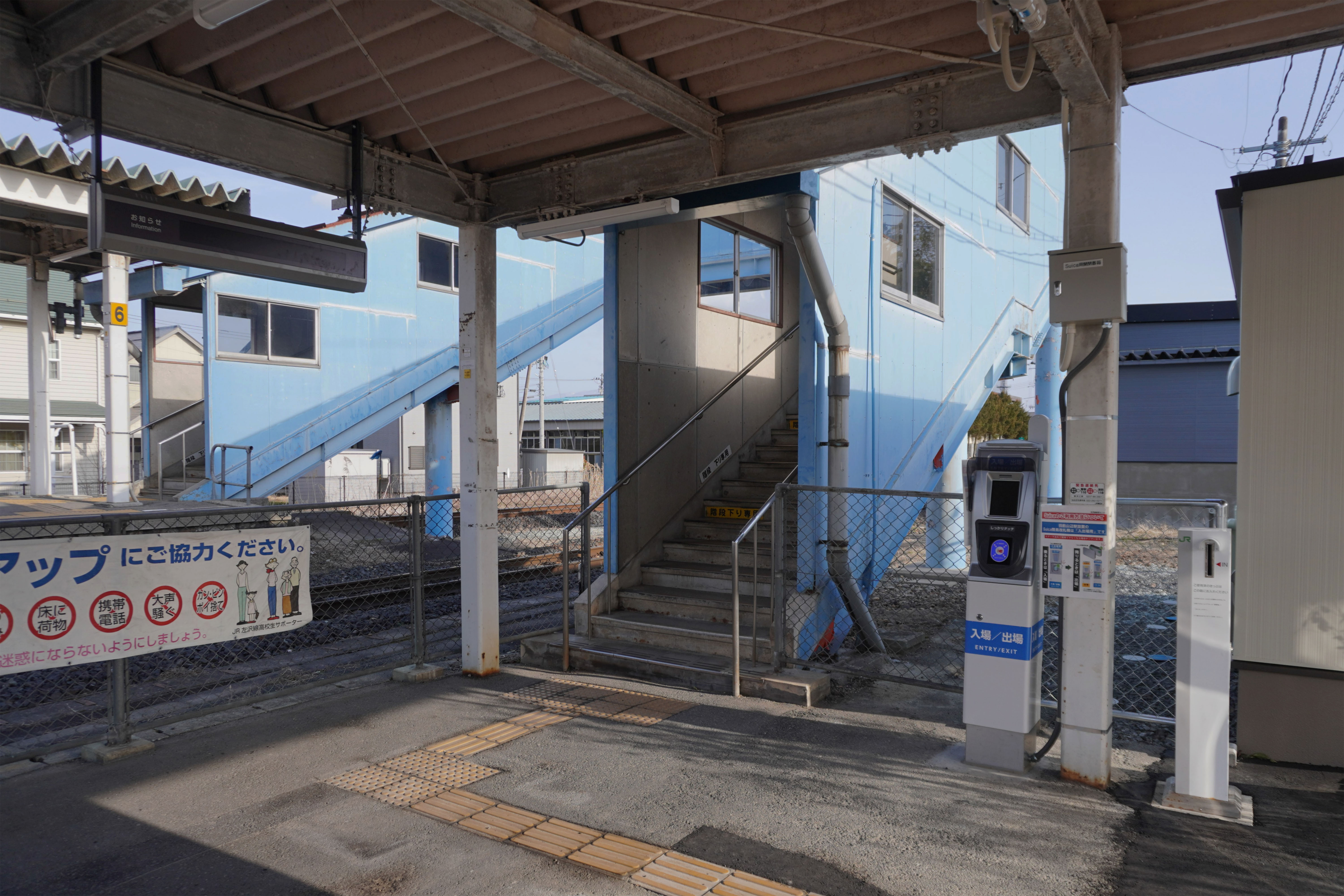
改札口（2024年3月）
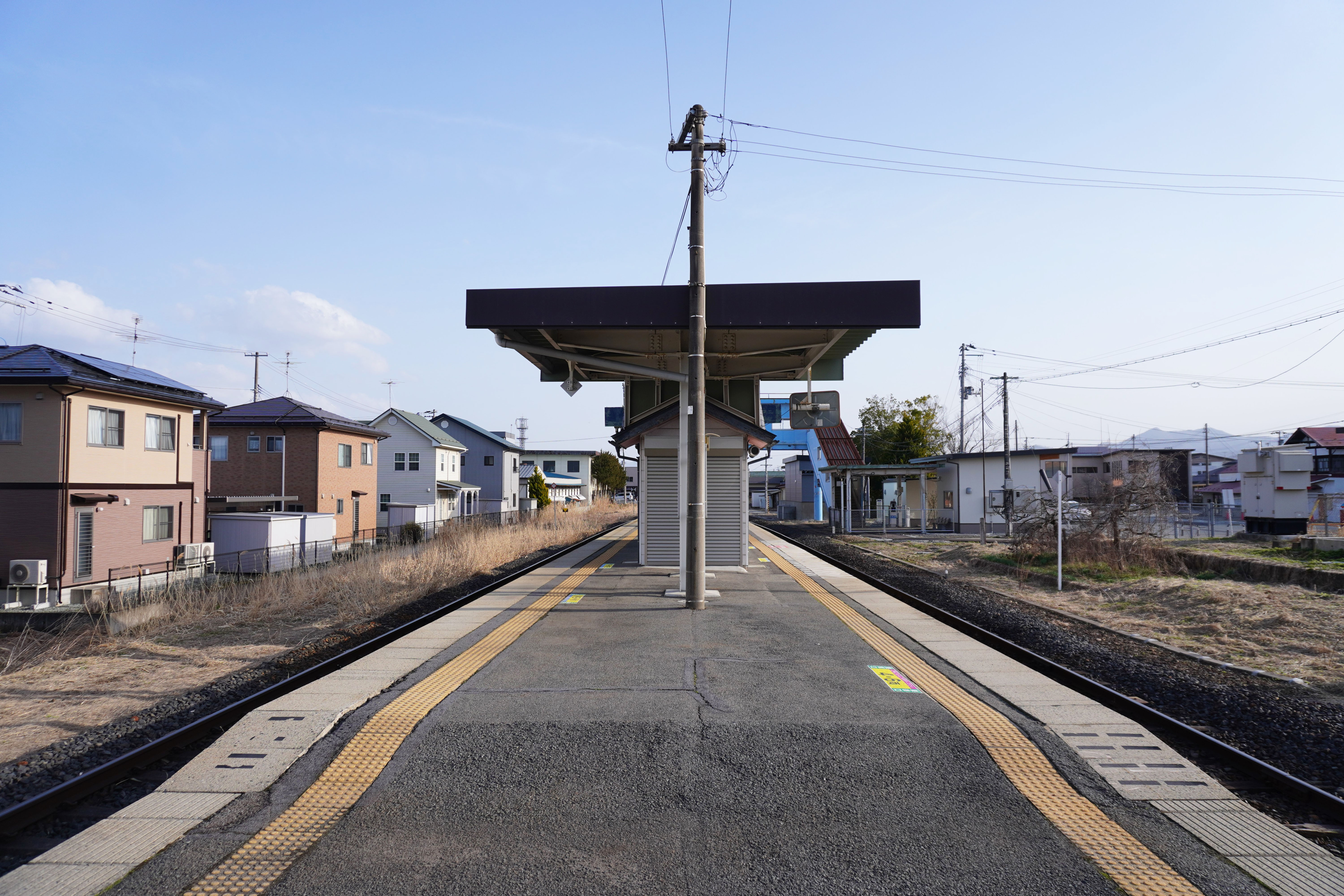
ホーム（2024年3月）
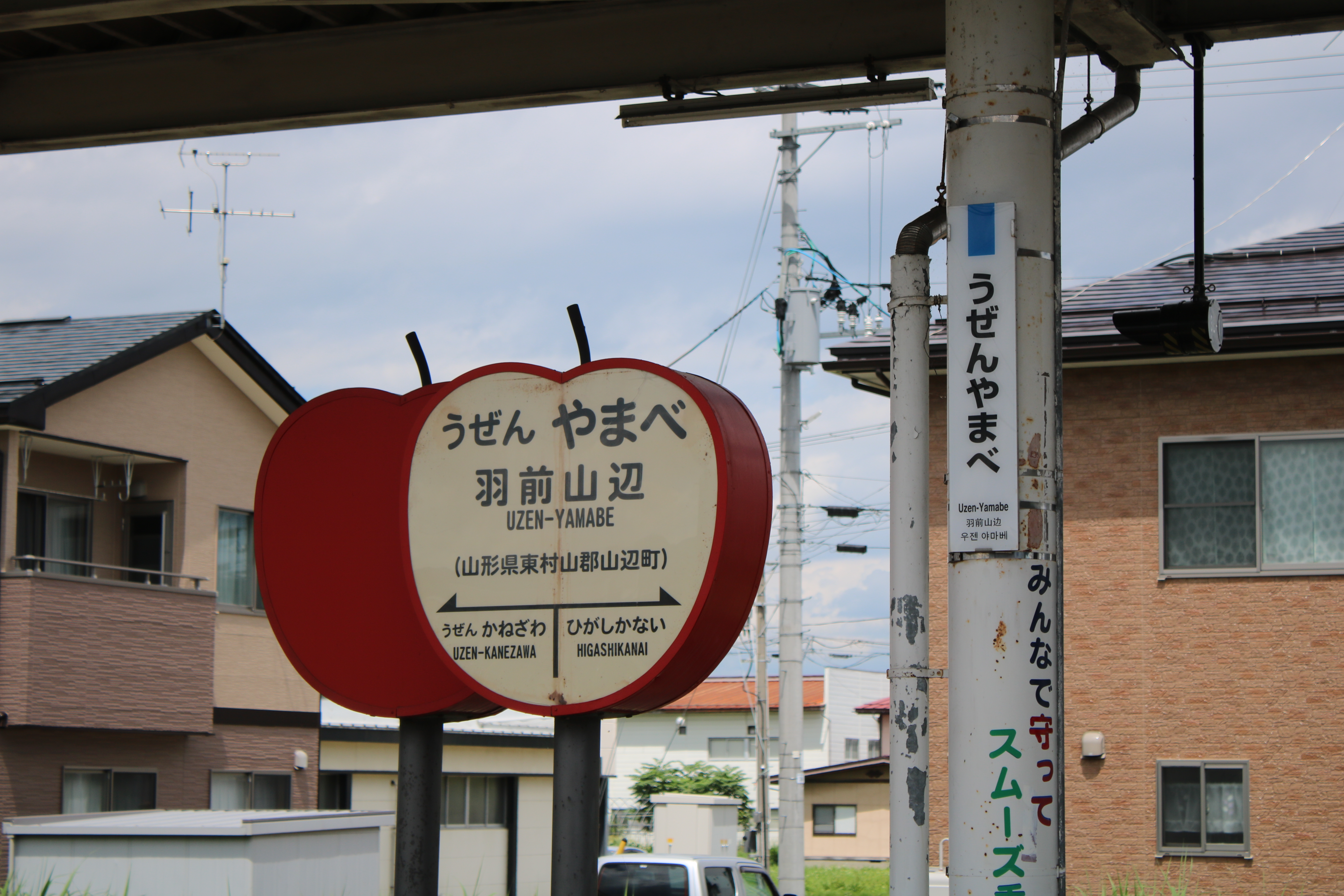
駅名標（2022年7月）

## 利用状況
JR東日本によると、2000年度（平成12年度）- 2017年度（平成29年度）の1日平均乗車人員の推移は以下のとおりであった。
| 1日平均乗車人員推移 | 1日平均乗車人員推移 | 1日平均乗車人員推移 | 1日平均乗車人員推移 | 1日平均乗車人員推移 |
| 年度                | 定期外              | 定期                | 合計                | 出典                |
| ------------------- | ------------------- | ------------------- | ------------------- | ------------------- |
| 2000年（平成12年）  |                     |                     | 912                 | [ 利用客数 1 ]      |
| 2001年（平成13年）  |                     |                     | 884                 | [ 利用客数 2 ]      |
| 2002年（平成14年）  |                     |                     | 883                 | [ 利用客数 3 ]      |
| 2003年（平成15年）  |                     |                     | 901                 | [ 利用客数 4 ]      |
| 2004年（平成16年）  |                     |                     | 929                 | [ 利用客数 5 ]      |
| 2005年（平成17年）  |                     |                     | 937                 | [ 利用客数 6 ]      |
| 2006年（平成18年）  |                     |                     | 876                 | [ 利用客数 7 ]      |
| 2007年（平成19年）  |                     |                     | 824                 | [ 利用客数 8 ]      |
| 2008年（平成20年）  |                     |                     | 815                 | [ 利用客数 9 ]      |
| 2009年（平成21年）  |                     |                     | 809                 | [ 利用客数 10 ]     |
| 2010年（平成22年）  |                     |                     | 816                 | [ 利用客数 11 ]     |
| 2011年（平成23年）  |                     |                     | 802                 | [ 利用客数 12 ]     |
| 2012年（平成24年）  | 114                 | 707                 | 821                 | [ 利用客数 13 ]     |
| 2013年（平成25年）  | 110                 | 725                 | 836                 | [ 利用客数 14 ]     |
| 2014年（平成26年）  | 112                 | 664                 | 777                 | [ 利用客数 15 ]     |
| 2015年（平成27年）  | 106                 | 688                 | 794                 | [ 利用客数 16 ]     |
| 2016年（平成28年）  | 106                 | 693                 | 800                 | [ 利用客数 17 ]     |
| 2017年（平成29年）  | 110                 | 686                 | 797                 | [ 利用客数 18 ]     |

## 駅周辺
- 山辺町役場
- 山辺郵便局
- 山形県立山辺高等学校
- 山辺町立山辺小学校
- 国道458号
- 須川
- 山辺温泉保養センター
- きらやか銀行山辺支店
- 山形銀行山辺支店
- 山形警察署山辺駐在所
- 山交バス・山辺町営バス（やまのべコミュニティバス）[8]「山辺駅前」停留所

## 隣の駅
東日本旅客鉄道（JR東日本）
■左沢線
東金井駅 - 羽前山辺駅 - 羽前金沢駅

### 記事本文

#### 報道発表資料
1. 1 2  「左沢線「羽前山辺駅」の建替えを行います (PDF)」（プレスリリース）、東日本旅客鉄道東北本部、2023年9月11日。2023年9月11日閲覧。
2. ↑  「山形県におけるSuicaご利用駅の拡大について (PDF)」（プレスリリース）、東日本旅客鉄道仙台支社、2022年7月22日。2022年7月22日閲覧。
3. ↑  「フルーツライン左沢線「羽前山辺駅」が新しくなります (PDF)」（プレスリリース）、山辺町／山辺高等学校／東日本旅客鉄道東北本部、2024年3月13日。2024年3月13日閲覧。
4. ↑  「Suicaエリア外もチケットレスで! 東北エリアから「えきねっとQチケ」がはじまります (PDF)」（プレスリリース）、東日本旅客鉄道、2024年7月11日。2024年8月10日閲覧。

#### 新聞記事
1. ↑  「22駅の業務近代化 秋鉄、11月から簡易委託へ」『交通新聞』交通協力会、1986年5月28日、1面。

### 利用状況
1. ↑  「JR東日本：各駅の乗車人員（2000年度）」東日本旅客鉄道。2025年7月26日閲覧。
2. ↑  「JR東日本：各駅の乗車人員（2001年度）」東日本旅客鉄道。2025年7月26日閲覧。
3. ↑  「JR東日本：各駅の乗車人員（2002年度）」東日本旅客鉄道。2025年7月26日閲覧。
4. ↑  「JR東日本：各駅の乗車人員（2003年度）」東日本旅客鉄道。2025年7月26日閲覧。
5. ↑  「JR東日本：各駅の乗車人員（2004年度）」東日本旅客鉄道。2025年7月26日閲覧。
6. ↑  「JR東日本：各駅の乗車人員（2005年度）」東日本旅客鉄道。2025年7月26日閲覧。
7. ↑  「JR東日本：各駅の乗車人員（2006年度）」東日本旅客鉄道。2025年7月26日閲覧。
8. ↑  「JR東日本：各駅の乗車人員（2007年度）」東日本旅客鉄道。2025年7月26日閲覧。
9. ↑  「JR東日本：各駅の乗車人員（2008年度）」東日本旅客鉄道。2025年7月26日閲覧。
10. ↑  「JR東日本：各駅の乗車人員（2009年度）」東日本旅客鉄道。2025年7月26日閲覧。
11. ↑  「JR東日本：各駅の乗車人員（2010年度）」東日本旅客鉄道。2025年7月26日閲覧。
12. ↑  「JR東日本：各駅の乗車人員（2011年度）」東日本旅客鉄道。2025年7月26日閲覧。
13. ↑  「JR東日本：各駅の乗車人員（2012年度）」東日本旅客鉄道。2025年7月26日閲覧。
14. ↑  「各駅の乗車人員 2013年度 ベスト100以外（6）：JR東日本」東日本旅客鉄道。2025年7月26日閲覧。
15. ↑  「各駅の乗車人員 2014年度 ベスト100以外（6）：JR東日本」東日本旅客鉄道。2025年7月26日閲覧。
16. ↑  「各駅の乗車人員 2015年度 ベスト100以外（6）：JR東日本」東日本旅客鉄道。2025年7月26日閲覧。
17. ↑  「各駅の乗車人員 2016年度 ベスト100以外（6）：JR東日本」東日本旅客鉄道。2025年7月26日閲覧。
18. ↑  「各駅の乗車人員 2017年度 ベスト100以外（6）：JR東日本」東日本旅客鉄道。2025年7月26日閲覧。